# 尾花沢新庄道路
尾花沢新庄道路（おばなざわしんじょうどうろ）は、山形県尾花沢市尾花沢から同県新庄市松本に至る延長18.2キロメートル (km) の高速道路（国道13号の自動車専用道路）である。
国土交通省東北地方整備局 山形河川国道事務所が事業・管理しており、東北中央自動車道に並行する一般国道の自動車専用道路として整備された。
高速道路ナンバリングによる路線番号は「E13」が割り振られている。

## 概要
- 起点 : 山形県尾花沢市尾花沢
- 終点 : 山形県新庄市松本
- 全長 : 18.2 km
- 規格 : 第1種第2級
- 設計速度 : 100 km/h
- 道路幅員 : 暫定12.0 m（完成23.5 m）
- 車線幅員 : 3.5 m
- 車線数 : 暫定2車線（完成4車線）
- 最高速度 : 70 km/h

尾花沢新庄道路は、将来的に東北中央自動車道の一部を構成し都市間所要時間の短縮を図って産業面・観光面での福島県・秋田県も含めた広域的な連携を促進すると同時に、最上地区から山形県立中央病院など2次・3次救急医療施設への安定的なアクセス確保を目的としている。
尾花沢新庄道路の工事範囲には、かつて「日本3大亜炭田」と呼ばれた最上炭田の廃坑となっている区間もあり亜炭層の調査および空洞対策を行った箇所もある。
1999年（平成11年）に川原子IC - 新庄IC間、2006年（平成18年）11月19日に野黒沢IC - 川原子IC間が、それぞれ暫定2車線で開通した。残りの尾花沢IC - 野黒沢IC間については当初2015年度の供用を目指して工事が進められたが、工法の見直しにより2014年度内に、さらに降雪前の開通を求める沿線住民の意向を考慮し2014年内に開通予定が前倒しされ、2014年（平成26年）11月16日に全線開通した。

## インターチェンジなど
- 全区間山形県内に所在。

| IC 番号              | 施設名     | 接続路線名                                    | 相馬 から (km) | 備考               | 所在地 | 所在地   |
| -------------------- | ---------- | --------------------------------------------- | -------------- | ------------------ | ------ | -------- |
| E13 東北中央自動車道 |            |                                               |                |                    |        |          |
| 22                   | 尾花沢IC   | 国道347号                                     | 170.1          |                    | 山形県 | 尾花沢市 |
| 23                   | 野黒沢IC   | 国道13号                                      | 174.1          | 新庄方面出入口のみ | 山形県 | 尾花沢市 |
| 24                   | 尾花沢北IC | 国道13号                                      | 176.5          | 道の駅尾花沢       | 山形県 | 尾花沢市 |
| 25                   | 川原子IC   | 国道13号                                      | 180.2          | 新庄方面出入口のみ | 山形県 | 尾花沢市 |
| 26                   | 舟形IC     | 県道56号新庄舟形線                            | 184.1          |                    | 山形県 | 舟形町   |
| 27                   | 新庄IC     | 国道47号（新庄南バイパス） 県道34号新庄戸沢線 | 188.3          |                    | 山形県 | 新庄市   |
| E13 新庄北道路       |            |                                               |                |                    |        |          |

## 主なトンネルと橋梁
- 括弧内の数字はおおよその数値。
- 暫定2車線区間のため、トンネルは上下線で1本となる。

| 区間                  | 数 | 数 | 名称           | 長さ (m) | 備考       |
| --------------------- | -- | -- | -------------- | -------- | ---------- |
| 区間                  | TN | BR | 名称           | 長さ (m) | 備考       |
| 尾花沢IC - 野黒沢IC   | 0  | 5  | 田町こ道橋     | 21.8     |            |
| 尾花沢IC - 野黒沢IC   | 0  | 5  | 丹生川橋       | 243.7    | 丹生川     |
| 尾花沢IC - 野黒沢IC   | 0  | 5  | 荻袋第一こ道橋 | 19.2     |            |
| 尾花沢IC - 野黒沢IC   | 0  | 5  | 荻袋第二こ道橋 | 19.1     |            |
| 尾花沢IC - 野黒沢IC   | 0  | 5  | 野黒沢高架橋   | 598.3    |            |
| 野黒沢IC - 尾花沢北IC | 0  | 2  | 福原こ道橋     | 21.2     |            |
| 野黒沢IC - 尾花沢北IC | 0  | 2  | 八鍬沢大橋     | 160      |            |
| 尾花沢北IC - 川原子IC | 0  | 3  | 上の原こ線橋   | 65.8     | JR奥羽本線 |
| 尾花沢北IC - 川原子IC | 0  | 3  | 名木沢大橋     | 230      |            |
| 尾花沢北IC - 川原子IC | 0  | 3  | 川原子こ道橋   | 50       |            |
| 川原子IC - 舟形IC     | 1  | 2  | 舟形トンネル   | 1,368    |            |
| 川原子IC - 舟形IC     | 1  | 2  | 舟形大橋       | 310      | 小国川     |
| 川原子IC - 舟形IC     | 1  | 2  | 沖ノ原こ道橋   | 19.4     |            |
| 舟形IC - 新庄IC       | 0  | 4  | 柏木山こ道橋   | 22.5     |            |
| 舟形IC - 新庄IC       | 0  | 4  | 新庄内川橋     | 143      |            |
| 舟形IC - 新庄IC       | 0  | 4  | 大谷地こ道橋   | 24.5     |            |
| 舟形IC - 新庄IC       | 0  | 4  | 鳥越八幡橋     | 45       |            |
| 合計                  | 1  | 16 |                |          |            |

## 沿革
- 1986年（昭和61年）度 : 事業化。
- 1990年（平成2年）度 : 用地着手および、工事着手。
- 1999年（平成11年）11月27日 : 川原子IC（開通当初は毒沢仮出入口） - 新庄南IC間 (8.1 km) が暫定2車線で無料供用開始。
- 2003年（平成15年）3月 : 舟形トンネルで施工不良が発覚し、補修工事のため同年12月まで川原子IC - 舟形IC間で片側通行および全面通行止めが繰り返された。
- 2006年（平成18年）11月19日 : 野黒沢IC - 川原子IC間 (6.1 km) が供用開始。
- 2007年（平成19年）8月6日 : 道の駅尾花沢が開駅。
- 2014年（平成26年）11月16日 : 尾花沢IC - 野黒沢IC間 (4.0 km) の供用開始により、暫定2車線にて全線開通[5][9]。